# Veteraan van het GOSP
De medaille voor een Veteraan van het GOSP (Russisch: медаль Ветеран ГУСП) werd in het Decreet nr. 10 van 16 april 2004 ingesteld. Deze medaille wordt aan civiele stafleden en medewerkers van uitvoerende organisaties verleend die 15 jaar onberispelijk aan de Speciale Programma's van de Russische president werkten. De medaille wordt ook aan gepensioneerde medewerkers uitgereikt. Deze ministeriële onderscheiding is een typisch Sovjet-Russisch vormgegeven medaille, ook al werd ze ingesteld door de Russische Federatie. Kenmerkend voor de stijl van de socialistische orden en medailles is dat deze medaille in vergelijking met het smalle en korte, door twee gespen omsloten, blauwe lint erg groot lijkt.
Het statuut van de onderscheiding noemt een onberispelijke staat van dienst, een dienstperiode van ten minste 15 jaar in het GOSP of ondergeschikte organisaties als voorwaarden voor het decoreren met deze medaille. De medaille wordt aan de vóór 2004 gepensioneerde medewerkers uitgereikt.
De onderscheiding, een ronde zilverkleurige medaille, toont op de voorzijde een rijksappel tegen de achtergrond van de Russische vlag met daaromheen in reliëf onderdelen van het embleem van het Directoraat voor Speciale Programma's van de President van de Russische Federatie (GOSP) en de opdracht "Ветеран ГУСП". Deze zeer geheime organisatie is belast met de zorg voor de bunkers van de Russische regering.
Van deze medaille zijn exemplaren mèt en zonder de vijfhoekige vesting rond het geëmailleerde schildje bekend.
Op de keerzijde staat als rondschrift "СЛУЖБА СПЕЦИАЛЬНЫХ ОБЪЕКТОВ" en "ПРИ ПРЕЗИДЕНТЕ РОССИИ". In het midden staat de opdracht "ЗА ТРУДОВУЮ ДОБЛЕСТЬ". Men draagt deze ministeriële medaille op de linkerborst, na de onderscheidingen van de Russische staat.
Het Directoraat voor Speciale Programma's kreeg op 23 maart 2000 in een Presidentieel Decreet een eigen embleem toegewezen. Het Kremlin koos als symbool een aan het symbool van de veiligheidsdienst (en de vroegere KGB) ontleend wapenschild. Dit wapen combineert onderdelen van de oude tsaristische heraldische vormentaal zoals de gekroonde dubbele adelaar en de rijksappel met het schild en het zwaard van de KGB en de Russische driekleur.